# De Watergroep
De Watergroep, tot 2013 en nog steeds officieel de Vlaamse Maatschappij voor Watervoorziening (VMW), is een Vlaams integraal waterbedrijf. Het is een coöperatieve vennootschap (cv) van publiek recht. Het bedrijf behoort tot het vijftal Vlaamse waterleidingbedrijven.
In 1913 werd de Nationale Maatschappij der Waterleidingen (NMDW) opgericht, met als taak de watervoorziening uit te bouwen in landelijke gebieden waar het gemeentelijk initiatief het liet afweten. Na de staatshervorming van 1980 werd de Vlaamse Maatschappij voor Watervoorziening de opvolger van de NMDW voor het Vlaams Gewest.

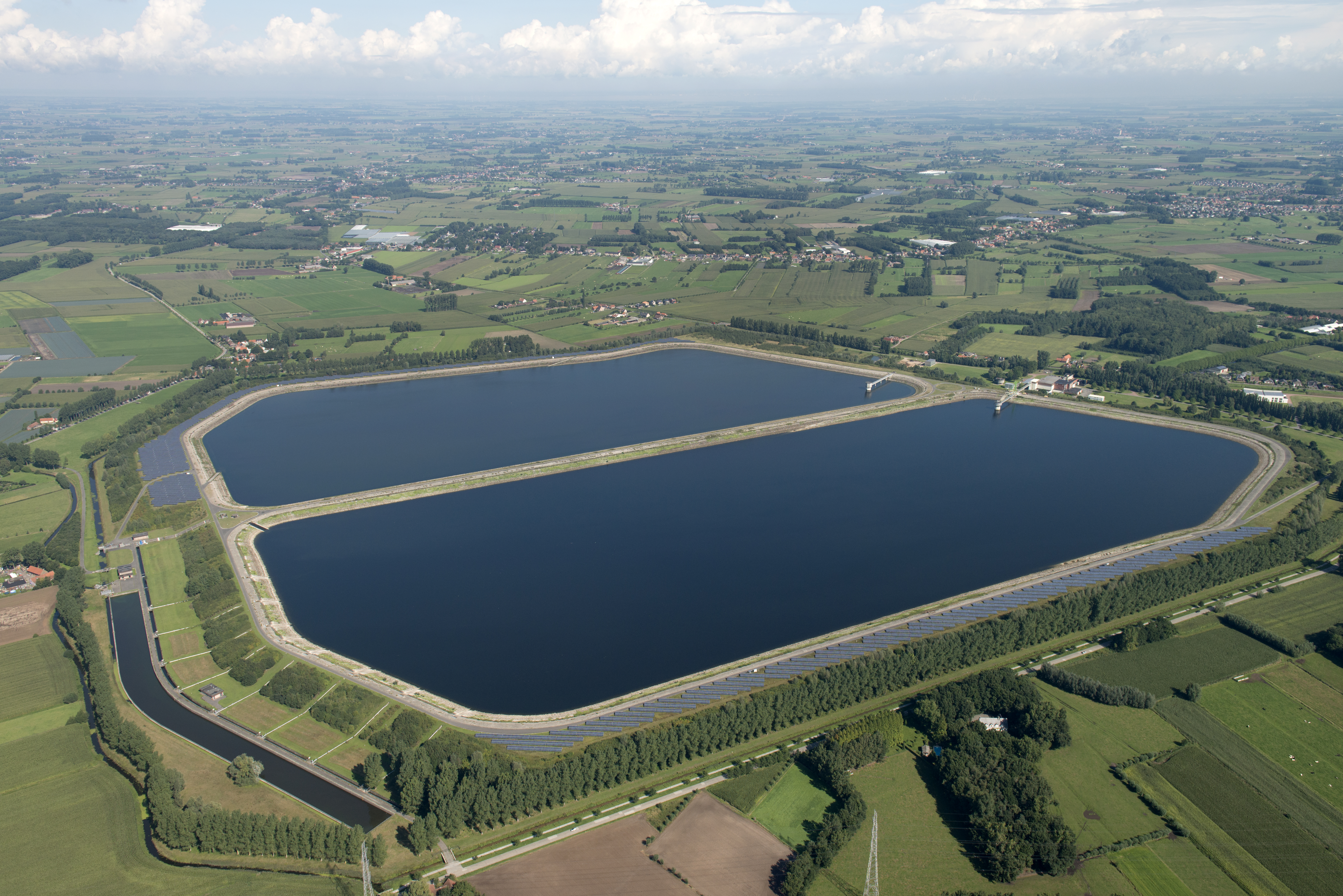
Waterproductiecentrum Kluizen

De infrastructuur van De Watergroep bestaat uit 85 grondwaterwinningen, 5 oppervlaktewaterwinningen, 82 watertorens, 61 reservoirs en een leidingennetwerk van meer dan 34.000 kilometer. In 2021 bedroeg de totale drinkwaterproductie ruim 132 miljoen m³ waarvan 29% afkomstig uit oppervlaktewater en 71% uit grondwater. Waterunie is een dochteronderneming van De Watergroep.

## Geschiedenis

### Oprichting en de beginjaren (1913-1939)
In de 19e eeuw worden kleine gemeenten afgeschrikt door de hoge kosten van een moderne openbare drinkwatervoorziening. Daarom grijpt de wetgever in en wordt op 26 augustus 1913 de Nationale Maatschappij der Waterleidingen opgericht. De historische opdracht was voldoende en kwaliteitsvol drinkwater leveren, ook in de meest afgelegen streken van het land.
Door de Eerste Wereldoorlog wordt de opstart van de NMDW verlamd en aanvankelijk is het bijna onmogelijk om werken uit te voeren. Na de Eerste Wereldoorlog is er een gebrek aan financiële middelen en het duurt tot 1922 vooraleer de eerste werken worden aanbesteed. Vanaf de jaren 30 komen de werken geleidelijk op gang maar er is nog steeds een gebrek aan middelen.

### Oorlogsjaren (1940-1949)
Ook de Tweede Wereldoorlog roept een halt toe aan de uitbouw van het Belgische leidingennet. Hoewel de financiële problemen geleidelijk aan opgelost worden, kunnen heel wat werken niet starten door de oorlog. Toch ligt de werking van de organisatie tijdens de oorlog niet volledig stil. De klemtoon wordt gelegd op de herstelling van beschadigde installaties en op studiewerken, zodat meteen na de oorlog de verdere uitbouw kan starten.

### Opmars (1950-1959)
Na de oorlogsjaren neemt de bedrijvigheid sterk toe. In 1950 wordt in Kessel-Lo het Centraal Atelier voor de Herstelling van Watermeters opgericht. In 1957 wordt, eveneens in Kessel-Lo, een volledig uitgerust laboratorium gebouwd. Op het eind van de jaren 50 bevoorraadt de NMDW 2,5 miljoen inwoners met meer dan 500.000 aansluitingen.

### Van grondwater naar oppervlaktewater (1960-1979)
De golden sixties brengen een enorme vraag naar drinkwater mee en dat heeft zo zijn gevolgen. Oost-Vlaanderen en West-Vlaanderen zijn de eerste provincies waar door gebrek aan grondwaterbronnen het gebruik van oppervlaktewater een noodzaak blijkt. 
Op 11 mei 1973 wordt het spaarbekken van De Blankaart officieel ingehuldigd door de toenmalige prins Albert. De Blankaart in Diksmuide is een betonnen spaarbekken met een grootte van ongeveer 60 hectare. Een jaar later werd in Kluizen het eerste spaarbekken officieel in gebruik genomen, in aanwezigheid van koning Boudewijn en koningin Fabiola. In 1996 volgt het tweede spaarbekken. De twee spaarbekkens hebben een gezamenlijke inhoud van bijna 11 miljoen kubieke meter water en staan in voor een groot deel van de drinkwaterlevering in Noord-Oost-Vlaanderen.

### De splitsing: naar een Vlaamse maatschappij (1980-1999)
De staatshervorming in 1980 draagt drinkwatervoorziening als bevoegdheid over aan de gewesten. Daardoor ontstond de nood om de nationale maatschappij te gaan opdelen in een Vlaamse en een Waalse kant. Bij decreet van 28 juni 1983 werd de Vlaamse Maatschappij voor Watervoorziening (VMW) cvba opgericht, 2 jaar later volgden de oprichtingsvergadering en de goedkeuring van de statuten door de Vlaamse regering.
De tegenhanger aan de Waalse zijde is Société wallonne des eaux.

### 'De Watergroep', een integraal waterbedrijf (2000-2013)
Vanaf 2005 worden de Vlaamse drinkwaterbedrijven verplicht om naast de levering van drinkwater ook in te staan voor de afvoer en zuivering van afvalwater. Deze nieuwe verantwoordelijkheden vormen samen met een dalend drinkwaterverbruik, de basis om de VMW om te vormen van een klassiek drinkwaterbedrijf naar een integraal waterbedrijf. Zo werkt de VMW nauw samen met Aquafin om een rioleringsaanbod op maat uit te werken voor gemeenten.
Problemen met de legionellabacterie in 2003 brengen de opstart van de ‘nieuwe diensten’, zoals ze toen bestempeld werden, pas echt op gang. Naast legionella stond er een veel grotere groeimarkt te wachten: de markt van industriewater. Vanaf 2007 biedt de VMW water-op-maat-oplossingen aan die de hele waterketen binnen een bedrijf omvatten.
Omdat de activiteiten van de VMW zich niet meer louter beperken tot watervoorziening, beslist het bedrijf in 2012 om van naam te veranderen. Vanaf 1 januari 2013 is de nieuwe commerciële naam van het bedrijf De Watergroep. "Vlaamse Maatschappij voor Watervoorziening" blijft evenwel de officiële maatschappelijke naam.

### Overname IWM (2015)
Begin 2015 werd de Intercommunale Watermaatschappij (IWM), die instaat voor de drinkwaterproductie en -levering in 8 Limburgse en Vlaams-Brabantse gemeenten, overgenomen door De Watergroep.

### Overname Vivaqua-gemeenten (2018)
Op 1 januari 2018 maakten 11 gemeenten uit de Vlaamse Rand voor hun drinkwatervoorziening de overstap van I.W.V.B./Vivaqua naar De Watergroep: Dilbeek, Grimbergen, Halle, Kortenberg, Kraainem, Merchtem, Sint-Genesius-Rode, Sint-Pieters-Leeuw, Steenokkerzeel, Tervuren en Wezembeek-Oppem.

### Verzelfstandiging industriewateractiviteiten: dochteronderneming Azulatis (2023)
Er is een groeiende markt van duurzame – steeds vaker circulaire – industriewaterinstallaties. In 2022 bedroeg het totale volume aan geproduceerd industriewater 10,5 miljoen m³. Om flexibeler te kunnen inspelen op de toenemende vraag van industriële klanten heeft De Watergroep deze bedrijfstak vanaf 1 januari 2023 ondergebracht in een verzelfstandigd dochterbedrijf: Azulatis nv. De Watergroep is in eerste instantie de enige aandeelhouder van Azulatis nv en blijft ook op lange termijn de hoofdaandeelhouder van deze onderneming.  

## Activiteiten

### Drinkwater
Met ongeveer 1,3 miljoen aansluitingen (aftakkingen) voorziet De Watergroep ruim 3,4 miljoen mensen van drinkwater in de provincies West-Vlaanderen, Oost-Vlaanderen, Vlaams-Brabant en Limburg. Daarmee is De Watergroep het grootste drinkwaterbedrijf van Vlaanderen.

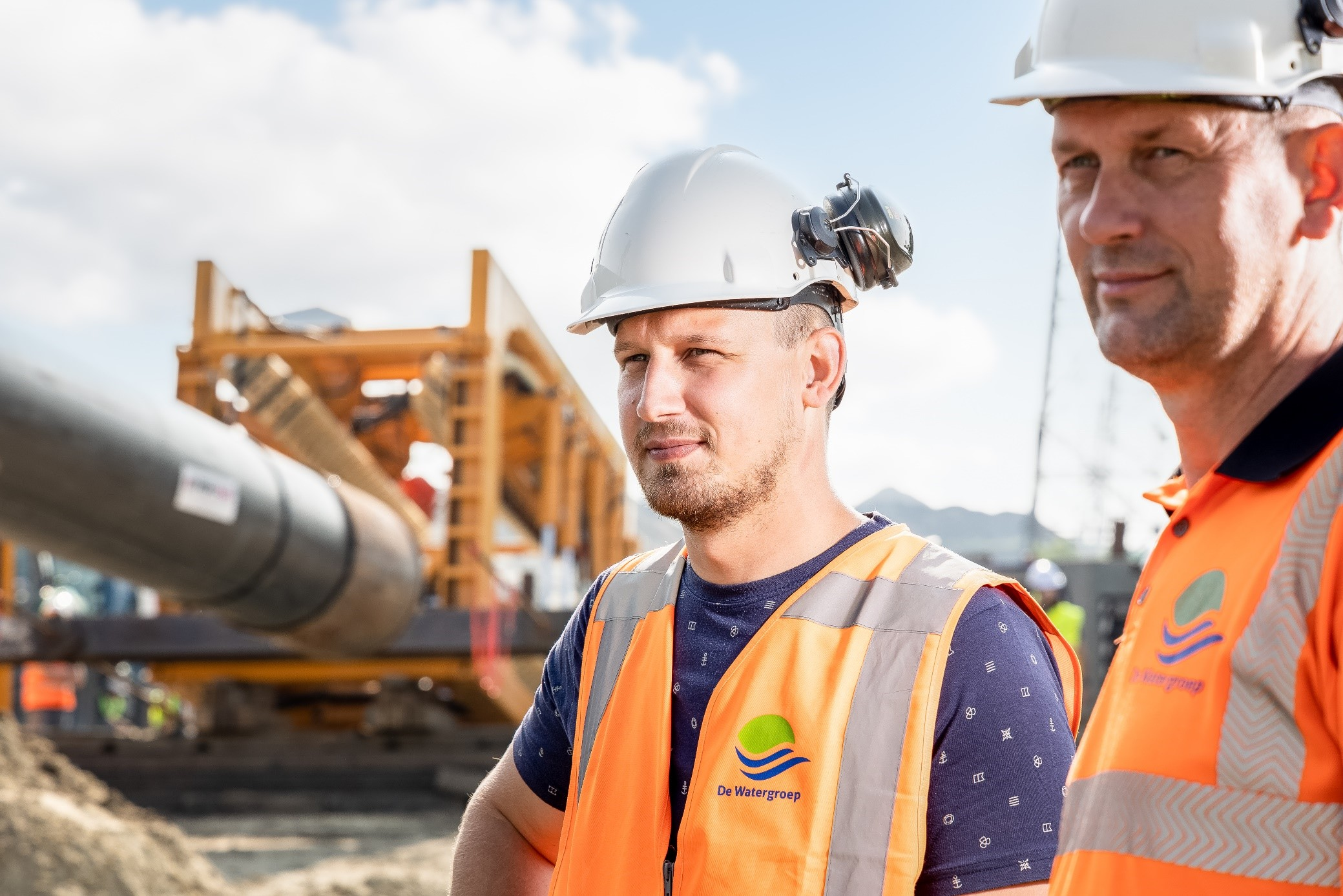
Gestuurde onderboring (Genk)

### Afvalwater
In 2012 richtte De Watergroep de business unit Riopact op in samenwerking met Aquafin. Dit biedt gemeenten de mogelijkheid hun rioleringsbeheer geheel of gedeeltelijk uit te besteden. Riopact biedt "Riopact-vennoten" een totaaloplossing: Aquafin en De Watergroep nemen alle rioleringstaken en de volledige infrastructuur over. Als "Riopact-gemeente" blijven de gemeenten eigenaar van de infrastructuur en wordt de overeenkomst jaarlijks herzien.

### Industriewater
De Watergroep biedt sinds 2007 water-op-maat-diensten aan voor grote waterverbruikers. Het gaat om een groeiende markt van duurzame – steeds vaker circulaire – industriewaterinstallaties. In 2022 bedroeg het totale volume aan geproduceerd industriewater 10,5 miljoen m³. Om flexibeler te kunnen inspelen op de toenemende vraag van industriële klanten heeft De Watergroep deze bedrijfstak sinds 1 januari 2023 ondergebracht in een verzelfstandigd dochterbedrijf: Azulatis nv. De Watergroep is in eerste instantie de enige aandeelhouder van Azulatis nv en blijft ook op lange termijn de hoofdaandeelhouder van deze onderneming.  

## Bezoeken
De Watergroep heeft, verspreid over Vlaanderen, verschillende locaties (watertorens en waterproductiecentra) die door het publiek bezocht kunnen worden.

## Bestuur
| Periode      | Voorzitter            |
| ------------ | --------------------- |
| 2000 - 2005  | Ludo Gelders          |
| 2006 - 2013  | Luc Asselman          |
| 2014 - 2017  | Herman Van Autgaerden |
| 2017 - 2019  | Mieke Van Hootegem    |
| 2019 - 2025  | Brecht Vermeulen      |
| 2025 - heden | Luc Wouters           |

| Periode      | CEO                     |
| ------------ | ----------------------- |
| ? - 2005     | Stan Beernaert          |
| 2006 - 2012  | Bernard Breda           |
| 2012 - 2017  | Boudewijn Van De Steene |
| 2017 - heden | Hans Goossens           |